# Lukas 8:18
Lukas 8:18 är en svensk TV-serie från 1999 som sändes på SVT i 12 avsnitt med Göran Stangertz i huvudrollen. Namnet anspelar på bibelstället med samma namn som bland annat omfattar följande text: ”den som har, han skall få, men den som inte har, från honom skall tas också det han tror att han har.”
Avsnitten regisserades av Rolf Sohlman, Dan Zethraeus och Johann Zollitsch. Manus skrevs av Kenneth Ekberg och Thomas Lohmander.
Serien utspelar sig på fondkommissionärsfirman Destinator. Seriens exteriörer är filmade runt Stortorget i Malmö, men det är inte uttalat att handlingen som sådan utspelar sig just i den staden.

## Medverkande
- Sofi Ahlström-Helleday - Camilla
- Lars Andersson - Axel
- Kerstin Birde - Gunvor
- Micke Dubois - Gösen
- Siw Erixon - Annika[3]
- Göran Forsmark
- Stig Grybe - Greve Lagercrantz
- Richard Kolnby - Pontus
- Hedvig Lagerkvist - Ippe
- Lakke Magnusson - Pontus far
- Kenneth Milldoff - Silen
- Per Oscarsson - Greve Edenroth
- Thomas Segerström
- Ingar Sigvardsdotter - Jossan
- Christer Strandberg - Valfridsson
- Göran Stangertz - Seger
- Tomas Tivemark

## Avsnitt
| Nr i serien | Titel                       | Regissör                                      | Originalvisning |
| --- | --------------------------- | --------------------------------------------- | --------------- |
| 1 | "En doft av pengar"         | -                                             | 1999-01-12      |
| Mäklaren Pontus får av sin pappa, facklig representant för Svenska Laminat, veta att man kommer att besluta om stora förändringar för företaget. Pappan ber sin son om ett råd: hur bör han rösta i styrelsen? Pontus känner en doft av pengar.                                                                           |                             |                                               |                 |
| 2 | "Blodsbröder"               | -                                             | -               |
| Gösens kommunanställde och alkoholiserade bror får veta att kommunen kommer att godkänna ett stort byggprojekt. Samma dag dyker Axels far, greve Lagercrantz, upp för att äta lunch på Destinator. Finns här månne pengar att tjäna?                                                                                      |                             |                                               |                 |
| 3 | "Revolutionärerna"          | -                                             | -               |
| Destinator får i uppdrag att analysera en kubansk oljeaffär. Får Seger äntligen möta en krigshjälte från Kuba? |                             |                                               |                 |
| 4 | "Jokervinnaren"             | -                                             | -               |
| Han vann 66 miljoner på Joker. Nu vill han placera pengarna och anlitar Destinators mäklare. Den nyrike jokervinnaren vill dessutom vinna sin mäklares hjärta och blir blixtförälskad. Företagaren Bertil ser att det gamla familjeföretagets aktier börjar bli värdelösa och kommer till Silen för att få en förklaring. |                             |                                               |                 |
| 5 | "Den perfekta kullerbyttan" | -                                             | -               |
| Hittar Ippe äntligen den nya kärleken under sin motionsrunda? Vem har läckt ut nyheten om Prokum? Har Pontus genom sitt mäklarjobb gjort sin pappa arbetslös? |                             |                                               |                 |
| 6 | "En hjärtattack"            | -                                             | -               |
| Edenroht stämmer Destinator, där man nu måste förbereda den stora duellen, allt medan Seger drar åt snaran kring Gösens broder Björn. Klarar Silen det allt mer hårdnande klimatet på Destinator? |                             |                                               |                 |
| 7 | "Den nya VD:n"              | -                                             | -               |
| Gösen talar till svenska folket som ny VD, medan demonstranterna utanför Destinator skriker allt högre. Nu blir det hårda tag. |                             |                                               |                 |
| 8 | "Duellen"                   | Johann Zollitsch, Dan Zethraeus, Rolf Sohlman | -               |
| Vad blir utgången av duellen mellan Edenroth och Axel? Vad får Camilla veta om sin pappa och Ippe på hotellrummet? Manus: Thomas Lohmander och Kenneth Ekberg. |                             |                                               |                 |
| 9 | "Komplotten"                | -                                             | -               |
| Besökarna hos Camilla på sjukhuset är inte alltid så välkomna liksom ett för Seger oväntat besök. |                             |                                               |                 |
| 10 | "Ett mord"                  | -                                             | -               |
| Pontus blir hårt pressad, medan Gösens bror Björn får träffa Seger. |                             |                                               |                 |
| 11 | "Ett frieri"                | -                                             | -               |
| Pontus får ett stort uppdrag, och Gösen får erbjudande om VD-jobbet. |                             |                                               |                 |
| 12 | "Sista striden"             | -                                             | -               |
| Med Pontus pappa på rymmen och vigsel i Rådhuset börjar den sista striden för Destinator. |                             |                                               |                 |